# St Sepulchre’s Cemetery

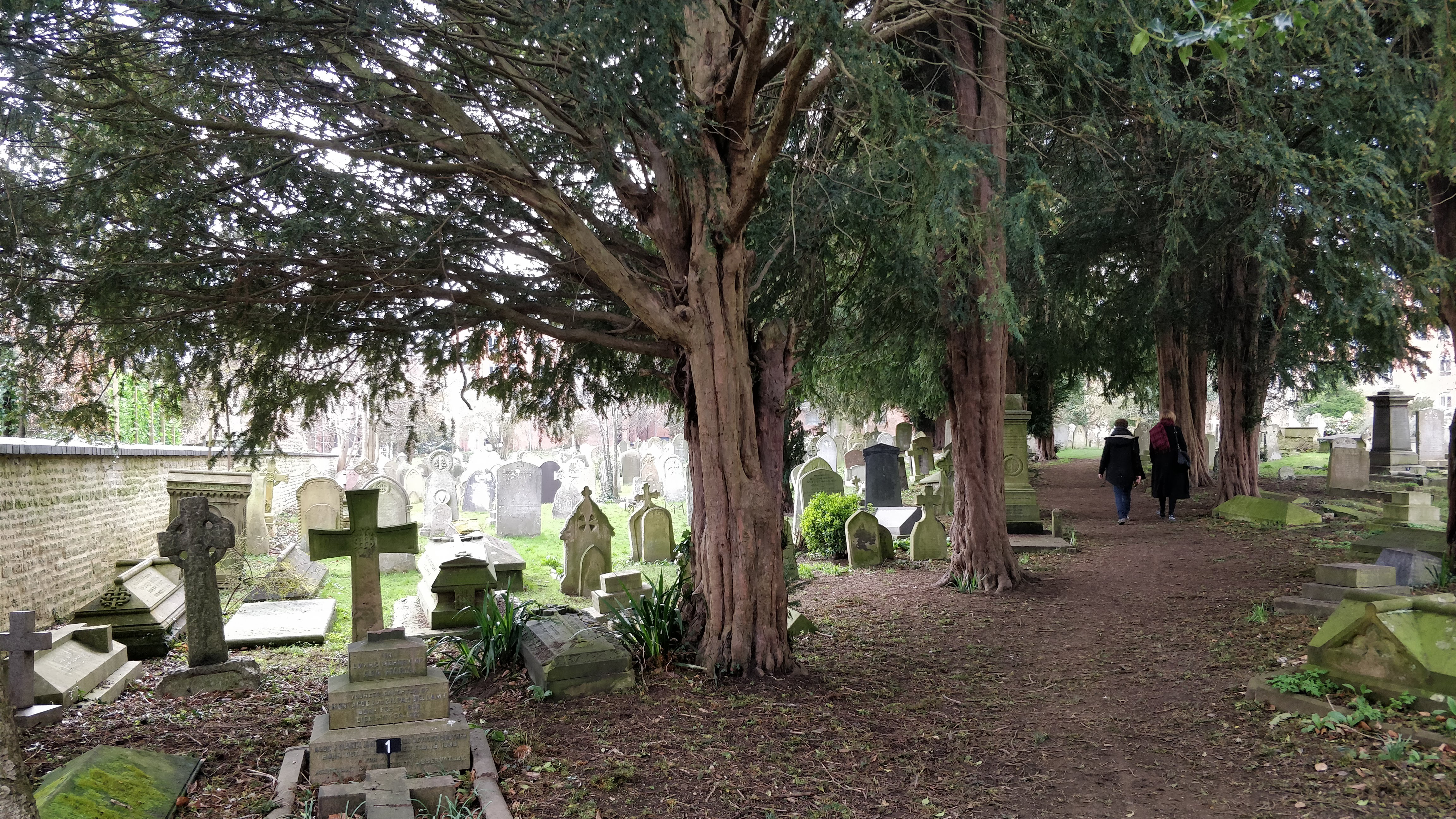
Friedhof St Sepulchre’s in Jericho, Oxford

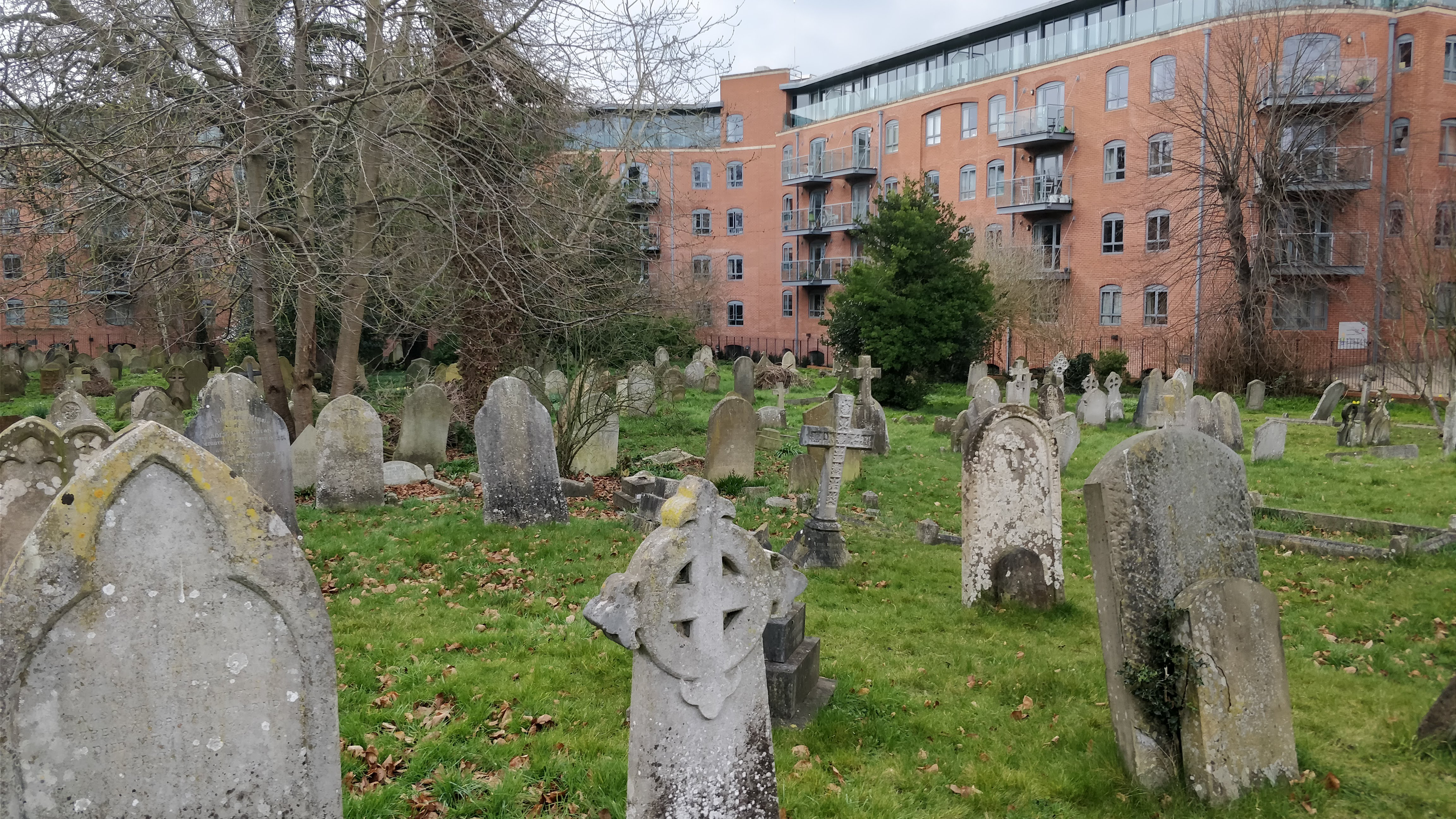
Seit 1945 wird der Friedhof nicht mehr für Beerdigungen genutzt und dient heute als Erholungs- und Naturraum

Der St Sepulchre’s Cemetery, zu Deutsch Friedhof zum Heiligen Grab, ist ein anglikanischer Friedhof im Stadtteil Jericho der englischen Stadt Oxford (Oxfordshire). Der 1848 ursprünglich außerhalb der Stadtgrenze eröffnete Friedhof wird seit 1945 nicht mehr für Beerdigungen genutzt und dient heute als Erholungs- und Naturraum der Stadt Oxford.

## Geschichte
Der St Sepulchre’s Cemetery befindet sich auf dem Gelände der Walton Manor, einem alten Bauernhof, der Anfang des 19. Jahrhunderts verlassen worden war – bis heute erinnern die Mauerwehrungen zur Walton Street an den früheren Bauernhof. Im Zuge der Cholera-Epidemien von 1831 und 1849 und der zunehmenden Praxis, Gräber nicht mehr einzuebnen, entstand der Bedarf, neue Friedhöfe für die Stadt Oxford zu gründen. Es entstanden der Osney Cemetery für West-Oxford, der Holywell Cemetery für die Innenstadt und Ost-Oxford, sowie der St Sepulchre’s Cemetery für Nord-Oxford. Der Friedhof wurde 1848 geweiht und diente den vier (der zwölf Oxforder) Kirchengemeinden St Giles, St Paul, St Michael und St Mary Magdalen als Gemeindefriedhof. Ein repräsentativer Toreingang sowie eine Kapelle kamen 1865 hinzu. Die Kapelle verfiel jedoch und wurde in den 1970er Jahren abgerissen. Bereits vorher, 1945, war der Friedhof für neue Beerdigungen geschlossen worden.
Ursprünglich war der Friedhof von den Werken der Lucy Factory, den früheren Stahlwerken Eagle Ironworks umgeben. Inzwischen wurden diese renoviert und zu Wohnbauten umfunktioniert.
Der Friedhof wird heute vom Stadtrat Oxfords (Oxford City Council) verwaltet und als Erholungs- und Naturraum genutzt. Urbane Friedhöfe bilden einen wichtigen Schutzraum für zahlreiche Pflanzen, Tiere und Insekten. Auch das Gras wird stellenweise bewusst nicht gemäht, um bestimmte Habitate für einige Tierarten zu schaffen. In einem Forschungsprojekt im Jahr 2001 wurden 65 verschiedene Pflanzenarten auf dem Friedhof gezählt.
Ein kleiner Verein mit dem Namen Friends of St Sepulchre’s kümmert sich um die Erhaltung des Friedhofs und pflegt eine Informationstafel. Der Friedhof ist als Grade II im Register der historischen Parks und Gärten von England gelistet.

## Bestattete Persönlichkeiten
Zahlreiche Oxforder Persönlichkeiten sind auf dem Friedhof bestattet. Im Folgenden eine Auswahl basierend auf einer Zusammenstellung der Friends of St Sepulchre’s:
- Frank Arthur Bellamy (1863–1936), Astronom, Gründer der Oxford Phlatelic Society
- Benjamin Jowett (1817–1893), Leiter des Balliol Colleges der Universität Oxford
- Robert Hills (1821–1882), Mitgründer der Fotofirma Hills and Saunders (Eton)
- Joseph Thornton (1808–1891), Gründer der Oxforder Buchhandlung Thornton’s Bookshop
- William Lucy (1837–1873), Teilhaber der Eagle Ironworks
- Thomas Combe (1796–1872) mit seiner Frau Martha Combe (1806–1893); Thomas Combe war der u. a. Superintendent der Oxford University Press; das Ehepaar Combe stiftete die Sankt-Barnabas-Kirche in Jericho (Oxford)
- George Hester (1798–1876), Stadtrat Oxfords
- Sara Brucker, geborene Ludlow (1829–1879), Modell der Vor-Raphaelischen Bewegung für das Convent Thoughts von Charles Allston Collins
- Meta (Marguerite) Brevoort (1825–1876); US-amerikanische Alpinbergsteigerin
- John Gee (1842–1897), Gründer der Gee’s Nursery in Oxford
- Francis (Frankie) Tayler (1905–1934), Autorennfahrer, verstorben bei einem Rennfahren auf der Isle of Man
- John (Johann) Ubinger (1880–1917), bayerischer Hausdekorateur und Musiker, starb an Tuberkulosis auf der Isle of Man
- John Davenport (1809–1882), Anwalt und Stadtrat von Oxford
- Edward Bruton (1826–1899), Architekt zahlreicher Bauwerke in Oxford
- Charles Taphouse (1815–1886), Gründer des Oxforder Musikgeschäfts Taphouse’s Music Shop
- John Cavell (1813–1887), Mitgründer des Oxforder Warenhauses Elliston and Cavell, zwischenzeitlich Bürgermeister von Oxford
- Harry Drinkwater (1884–1895), Architekt zahlreicher Bauwerke in Oxford, u. a. St Margaret’s Church und Warenhaus Elliston and Cavell
- George Uglow Pope (1820–1908), Missionar und Tamil-Forscher